# Liga Premier de Laos 2016
La Liga Premier de Laos 2016 es la 27ma temporada de la Liga Premier de Laos, la máxima liga profesional de clubes de fútbol, desde su establecimiento en 1990. La temporada comenzó el 26 de marzo de 2016, y finalizará a finales de 2016.
El Lao Toyota llega como el campeón defensor de la temporada 2015. 
Los clubes Lao Army, National University of Laos, VSV United y el  Saythany City fueron promovidos desde las divisiones inferiores.

## Equipos
Un total de 14 equipos participan en la Liga Premier de Laos 2016, diez de la temporada anterior y cuatro equipos promovidos. No hubo equipos relegados de la temporada anterior, debido a la expansión de liga. Los clubes Lao Army, National University of Laos, Saythany City y VSV United fueron promovidos de la división inferior. El Hoang Anh Attapeu, que finalzió quinto en la temporada 2015, desistió de participar en la liga mientras que el SHB Vientiane fue renombrado como CSC Champa y el Savan fue renombrado como Savan United.

### Estadios
Note: Table lists in alphabetical order.
| Equipo                      | Estadio               | Capacidad |
| --------------------------- | --------------------- | --------- |
| Champasak United            | Champasak             | 12,000    |
| CSC Champa                  | Champasak             | 12,000    |
| Eastern Star                | Nacional de Laos      | 25,000    |
| Electricite du Laos         | Lanexang              | 4,000     |
| Ezra                        | Lanexang              | 4,000     |
| Lanexang United             | Lanexang              | 4,000     |
| Lao Army                    | Army Stadium KM5      | 1,000     |
| Lao Police                  | Nacional de Laos      | 25,000    |
| Lao Toyota                  | Laos National Stadium | 15,000    |
| National University of Laos | Universitario de Laos | 5,000     |
| Savan United                | Savannakhet           | 15,000    |
| Saythany City               | Nacional de Laos      | 25,000    |
| VSV United                  | Lanexang              | 4,000     |
| Young Elephant              | Nacional de Laos      | 25,000    |

## Tabla de posiciones
| Pos | Equipo             | PJ | PG | PE | PP | GF | GC | Dif | Pts |
| --- | ------------------ | -- | -- | -- | -- | -- | -- | --- | --- |
| 01. | Lanexang United FC | 14 | 12 | 1  | 1  | 49 | 06 | +43 | 37  |
| 02. | Lao Toyota FC      | 14 | 12 | 0  | 2  | 49 | 03 | +46 | 36  |
| 03. | CSC Champa FC      | 14 | 10 | 1  | 3  | 34 | 13 | +21 | 31  |
| 04. | EDL FC             | 14 | 7  | 3  | 4  | 40 | 28 | +12 | 24  |
| 05. | UNDL FC            | 14 | 7  | 2  | 5  | 22 | 18 | +4  | 23  |
| 06. | Savan United FC    | 14 | 5  | 6  | 3  | 28 | 15 | +1  | 21  |
| 07. | VSV United FC      | 14 | 5  | 5  | 4  | 25 | 25 | +0  | 20  |
| 08. | Lao Army FC        | 14 | 5  | 5  | 4  | 21 | 22 | -1  | 20  |
| 09. | Ezra FC            | 14 | 5  | 2  | 7  | 23 | 34 | -11 | 17  |
| 10. | Lao Police         | 14 | 5  | 1  | 8  | 29 | 32 | -3  | 16  |
| 11. | Young Elephant     | 14 | 2  | 7  | 5  | 09 | 15 | -7  | 13  |
| 12. | Eastern Star       | 14 | 2  | 1  | 11 | 10 | 44 | -34 | 7   |
| 13. | Xaythany City      | 14 | 1  | 2  | 11 | 20 | 72 | -52 | 5   |
| 14. | Champasak United   | 14 | 0  | 4  | 10 | 05 | 37 | -32 | 4   |

Pts = Puntos; PJ = Partidos jugados; G = Partidos ganados; E = Partidos empatados; P = Partidos perdidos; GF = Goles anotados; GC = Goles recibidos; Dif = Diferencia de goles

(C) = Campeón.

Fuente:
|  | Copa AFC 2017 (Fase de grupos)           |
|  | Copa AFC 2017 (Play-off)                 |
|  | Descenso a la Categorías inferiores 2017 |